# Hymenocephalus aterrimus
Hymenocephalus aterrimus är en fiskart som beskrevs av Gilbert, 1905. Hymenocephalus aterrimus ingår i släktet Hymenocephalus och familjen skolästfiskar. Inga underarter finns listade i Catalogue of Life.